# Salmophasia belachi
Salmophasia belachi és una espècie de peix cipriniforme de la família dels ciprínids.